# Giuseppe Lanza del Vasto
Lanza del Vasto (San Vito dei Normanni, Puglia, Italia, 29 de septiembre de 1901 - Murcia (España), 5 de enero de 1981), nacido Giuseppe Giovanni Luigi Maria Enrico Lanza di Trabia-Branciforte, fue un filósofo, poeta, artista y activista de la no violencia italiano. Discípulo de Mahatma Gandhi, fundó la red de comunidades de El Arca (L'Arche). 

## Juventud en Italia
Su padre, Don Luigi Giuseppe Lanza di Trabia-Branciforte, fue un aristócrata siciliano; y su madre, Anne-Marie Henriette Nauts-Oedenkoven, flamenca, nació en Amberes, Bélgica. Muy temprano viajó por Italia y por Europa. Ingresó en la Universidad de Pisa en el año 1922.

## Conocimiento de Gandhi
En diciembre de 1936, Lanza viajó a la India, para unirse al Movimiento para la Independencia de la India conducido por Gandhi. Lo había conocido previamente a través de la obra de Romain Rolland. Tras vivir con Gandhi durante 6 meses —quien le impuso el sobrenombre de Shantidas— , emprendió su peregrinación al nacimiento del Ganges, un famoso sitio de peregrinación, y luego de ese viaje volvió a Europa.
En 1938 emprendió uno de sus viajes espirituales hacia Palestina, para conocer y visitar los Santos Lugares. En medio de una Guerra Civil fue a Jerusalén y a Belén «entre dos líneas de tanques».
Volvió a París al mismo tiempo que comenzaba la Segunda Guerra Mundial. Escribió algunos libros de poesía y, en 1943, publicó la historia de su viaje a la India, «Regreso a los orígenes», que se convirtió en un gran éxito.

### Peregrinación a las fuentes
Peregrinación a las fuentes es su libro más importante. En él relata sus primeros días en la India y los distintos pasos que da para despojarse de su hombre occidental. De esta manera es como llega a conocer al objetivo de su viaje, Mahatma Gandhi, que en ese momento participaba activamente como asesor del Parlamento Indio. De sus días con Gandhi se refleja el estrecho contacto que tenían y la madurez del proyecto de Lanza del Vasto de peregrinar hasta el nacimiento del Ganges, de donde vuelve después de haber experimentado con casi todos los aspectos de la vida ascética de las distintas castas y sectas hindúes de la India.
Un viento de altas montañas sopla por las páginas de este diario de viaje. Un canto a la vida y al conocimiento místico del universo. Una revelación existencial de claves herméticas hindúes con algo del aliento de Whitman.[cita requerida]

## Fundación de El Arca
Fundó la primera Comunidad de El Arca (L'Arche) en 1948. Esto le provocó una serie de dificultades que más tarde superaría. En 1954, él volvió a la India para participar en protestas no-violentas y anti-feudales contra Vinoba Bhave.

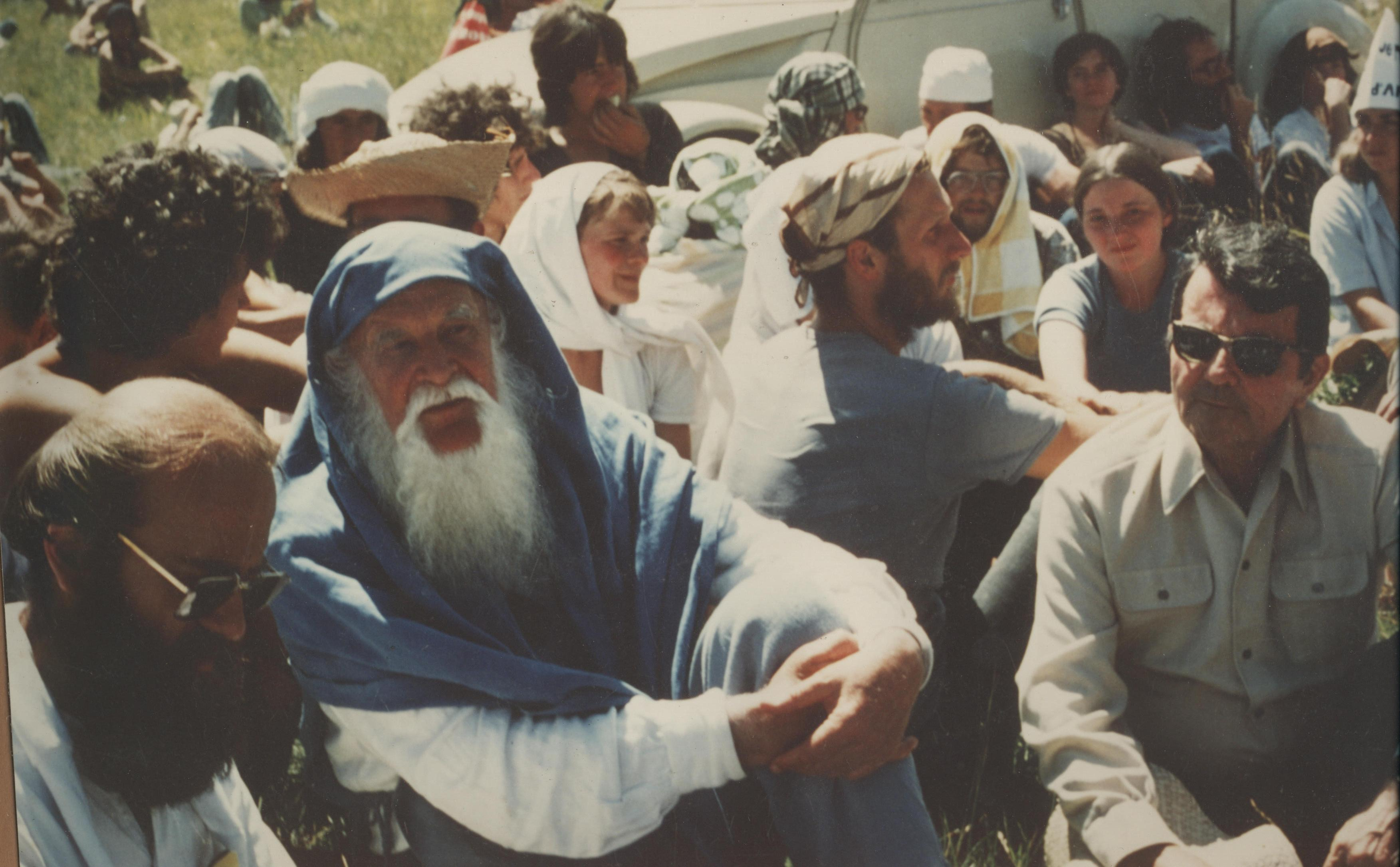
De izquierda a derecha, Jean-Marie Muller, Lanza del Vasto, Jacques de la Bollardière en Larzac durante la protesta contra la extensión de la base militar.

En 1962 la Comunidad del Arca se estableció en Haut-Languedoc, en el sur de Francia, en "La Borie Noble", cerca de Lodève, en un pueblo abandonado. Luego de alcanzar alrededor de cien miembros en las décadas de 1970 y 1980, algunas comunidades fueron cerradas en la década de 1990 debido a conflictos, población envejecida (menos de treinta miembros) y la carencia de intereses en su trabajo y estilo de vida. Desde el año 2000, hay grupos presentes en unas pocas regiones de Francia, Bélgica, España, Italia, Ecuador y Canadá.

## Protestas No-violentas
En 1957, durante la Guerra de Argelia, Lanza del Vasto inició junto a otras personas reconocidas (General de Bollardière, François Mauriac, Robert Barrat, etc.) un movimiento de protesta contra la tortura. Él estuvo en ayunas durante 21 días. En 1958, se manifestó contra la planta de energía nuclear en Marcoule, Francia, la cual producía plutonio para armas nucleares.
En 1963, Del Vasto ayunó 40 días en Roma durante el Concilio Vaticano II, pidiendo al papa Juan XXIII que mantuviera una postura en contra de la guerra («Pour demander au Pape de prendre position contre la guerre»).

En 1965, estuvo en la Universidad Nacional de La Plata, Argentina, hablando acerca de la no violencia durante semanas con los estudiantes.
En 1972, Lanza apoyó a los granjeros de Larzac contra la extensión de una base militar ayunando por 15 días. En 1974 una comunidad de El Arca se estableció en Larzac en una granja adquirida por el ejército.
En 1976, Del Vasto participó en las protestas contra la construcción de un Reactor reproductor Superphénix en Creys-Malville, Isère (Francia).

## Fallecimiento
En enero de 1981 del Vasto trabajaba para fundar una nueva comunidad en Elche de la Sierra, en la provincia de Albacete, (España) cuando el 5 de enero tuvo una hemorragia cerebral y fue llevado al hospital de Ciudad Sanitaria Virgen de La Arrixaca en Murcia donde falleció a los 80 años.

## Obras
- Ballades aux Dames du temps présent, París, 1923.
- Conquiste du Vento, Florencia, 1927.
- Fantasia Notturna, Florencia, 1927 (teatro).
- Judas, Grasset, 1938 ; Gallimard, 1992.
- Le Chiffre des choses. Robert Laffont, 1942 (poesía).
- Le Pèlerinage aux sources, Denoël, 1943 ; Gallimard, 1989 ; Le Rocher, 1993.
- Dialogue de l'amitié (con Luc Dietrich), Robert Laffont, 1942 ; Robert Laffont, 1993.
- Choix, Seuil, 1944 (poesía).
- La Marche des rois, Robert Laffont, 1944 (teatro).
- Principes et préceptes du retour à l'évidence, Denoël, 1945 ; Éloge de la vie simple, Le Rocher, 1996.
- La Baronne de Carins, Seuil, 1946 (bilingüe. Poema épico traducido al viejo siciliano).
- La Passion, Grasset, 1951 (teatro).
- Commentaire de l'Évangile, Denoël, 1951 ; Le Rocher, 1994 ISBN 978-2-268-01785-3.
- « Histoire d'une amitié » (prefacio de Jean-Daniel Jolly Monge), en Luc Dietrich, L'Injuste grandeur, Denoël, 1951 ; Le Rocher, 1993.
- Vinoba, ou le nouveau pèlerinage, Denoël, 1954 ; Gallimard, 1982.
- Préfaces aux huit ouvrages de la collection Pensée gandhienne, Denoël, 1965-1985.
- Les Quatre Fléaux, Denoël, 1959 ; Le Rocher, 1993 (filosofía).
- Pacification en Algérie, ou Mensonge et violence, edición clandestina, 1960 ; L'Harmattan, 1988.
- Approches de la vie intérieure, Denoël, 1962; Le Rocher, 1992 ISBN 978-2-268-01353-4.
- Noé, Denoël, 1965 (teatro).
- La Montée des âmes vivantes, Denoël, 1968.
- L'Homme libre et les ânes sauvages, Denoël, 1969 ; Denoël, 1987.
- La Trinité spirituelle, Denoël, 1971 ; Le Rocher, 1994 (filosofía).
- Technique de la non-violence, Denoël, 1971 ; Gallimard, 1988.
- La Aventura de la No-Violencia, Salamanca, Ed. Sígueme, 1981 ISBN 84-301-0746-0.
- L'Arche avait pour voilure une vigne, Denoël, 1978 ; Denoël, 1982.
- El Arca tenía por vela una viña, Salamanca, Ed. Sígueme, 1982.
- Étymologies imaginaires (prefacio de Pierre Souyris), Denoël, 1985 ISBN 978-2-207-23009-1.
- David Berger, Lion de Judas, 1988 (teatro).
- Pour éviter la fin du monde (prefacio de Pierre Souyris), Le Rocher, 1991.
- Le Viatique (prefacio de Arnaud de Mareuil), 2 tomos, Le Rocher, 1991.
- Les Quatre Piliers de la paix (prefacio de Jean-Daniel Jolly Monge), Le Rocher, 1992.
- Le Grand Retour (prefacio de Jean-Daniel Jolly Monge), Le Rocher, 1993
- Pages d'enseignement (prefacio de Jean-Daniel Jolly Monge), Le Rocher, 1993.
- Andrea del Castagno (prefacio de Arnaud de Mareuil), Ediciones Éoliennes, 2000.
- Gilles de Rais, Ediciones Éoliennes, 2001 (Roman inédito) (texto establecido por Arnaud de Mareuil y Xavier Dandoy).
- Le Chiffre des choses, Fata Morgana, 2001 (poesías caligrafiadas).

## Ensayos sobre Lanza del Vasto
- Qui est Lanza del Vasto, by Jacques Madaule,
- Lanza del Vasto, by Arnaud de Mareuil (Seghers, 1965)
- Dialogues avec Lanza del Vasto, by René Doumerc (Albin Michel)
- Les Facettes de Cristal, interviews with Claude-Henri Roquet (Éditions du Centurion)
- Lanza del Vasto, sa vie, son œuvre, son message, by Arnaud de Mareuil (Dangles)